# Almè
Almè – miejscowość i gmina we Włoszech, w regionie Lombardia, w prowincji Bergamo.
Według danych na styczeń 2009 gminę zamieszkiwało 5729 osób przy gęstości zaludnienia 2923 os./1 km².